# Radiolocație
Radiolocația este o modalitate de determinare a existenței și poziției relative a unei stații sau a unui obiect pe baza caracteristicilor undelor electromagnetice: viteză de propagare constantă și propagarea în linie dreaptă. Poziția unui obiect țintă este caracterizată în calcul de mai multe elemente.
Distanța r până la un obiect se determină din formula r = c τ/2, unde τ este intervalul de timp după care este recepționată unda reflectată sau retransmisă de obiect și c, viteza de propagare a undelor radioelectrice. Pentru determinarea coordonatelor unghiulare se folosesc proprietățile directive ale antenelor. 
Radiolocația și-a găsit aplicații în meteorologie, în radionavigația aeriană și maritimă: identificarea formelor de relief, insulelor, ghețarilor, obstacolelor etc.
Instalația de radiolocație se compune, în esență, dintr-un emițător, un receptor și un sistem de antene. Pentru a se putea stabili coordonatele unghiulare ale poziției obiectului, undele radio trebuie emise sub forma unor fascicule mai înguste. Pentru aceasta, antena radiolocatorului se așază în focarul unei oglinzi metalice concave, care reflectă undele într-o singură direcție. Emițătorul emite trenuri de unde separate prin pauze, funcționând prin impulsuri. În timpul pauzelor de emisie, prin intermediul receptorului antena recepționează undele reflectate. Recepționarea semnalului se măsoară cu oscilograful catodic. 
Utilizări ale radiolocației. Este folosită în navigare. Avioanele și vapoarele sunt dotate cu radiolocatoare, ca și aeroporturile care sunt prevazute cu acest echipament pentru a dirija traficul aerian, aterizările și decolările avioanelor. Radiolocația poate fi activă sau pasivă.

## Istorie
Efectul de reflecție al undelor radio de la obiecte dure, solide a fost descoperit de fizicianul german Heinrich Hertz în 1886. Utilizarea efectului în practică a fost împiedicată de dispersarea undelor radio. 
În 1930, în legătură cu dezvoltarea aviației, țările de frunte ale lumii au analizat posibilitatea de a folosi radiolocația în scopuri de apărare aeriană. Ideea despre radiolocație a fost cunoscută cu mult timp înainte de al doilea război mondial, și este dificil să se numească persoana care a sugerat mai întâi. Potrivit istoricilor germani, prima (în 1902) radioalocație a fost creată și testată pe navele care au mers pe Rin. Inventatorul, inginerul german Christian Hyulsmeyer din Koln, a numit creatura „telemobiloskop”. În 1904, el a primit patent pentru „Metoda de semnalizare a obiectelor de la distanță folosind undele electrice”.
Primele sisteme pasive de radiolocație utilizate în practică au fost sistemele radar pasive bazate pe puncte de ascultare și captare a sunetelor emise de diverse obiecte, cum ar fi aeronave și vase de război, sisteme apărute în timpul Primului Război Mondial. Astfel de sisteme au fost construite și amplasate de către Royal Air Force (RAF) în jurul coastei Regatului Unit, în timpul Primului Război Mondial. Imensele antene parabolice de beton numite și ,,oglinzi pentru sunet” aveau rolul de a amplifica zgomotul creat de avioanele, dirijabilele și vasele de război germane prin reflectarea undelor sonore pe suprafața curbată, concentrându-le într-un singur punct, precum razele solare reflectate pe o oglindă curbată.
Mai multe microfoane au fost plasate în fața reflectorului și în funcție de microfonul care recepționa semnalul se calcula cu aproximație distanța la care se găsea nava de război, dirijabilul sau avionul de insulă. Prima antenă parabolică a fost amplasată pe coasta de sud a Angliei, în apropierea orașului Kent. La început au existat cinci “oglinzi” concave realizate din oțel și beton, ce aveau o înălțime cuprinsă între șase și nouă metri. Apoi, în 1930, văzând eficacitatea sistemului, forțele britanice au ridicat și o a șasea “oglindă”, mult mai mare și puternică. Imensul perete curbat avea 60 de metri lungime și 8 metri înălțime și putea capta zgomotul produs de la avioanele aflate la o distanță de 30 de km de țărm. Acest sistem pasiv de radiolocație a continuat să fie folosit până la mijlocul anilor ’30 ai secolului XX.

## Clasificare
Există două tipuri de radare:
- Radarul pasiv se bazează pe recepția radiației proprii a obiectului;
- Cu radarul activ, radarul emite propriul semnal de detecție și îl primește reflectat din ținta. În funcție de parametrii semnalului recepționat, se determină caracteristicile țintei.

Radarul activ este de două tipuri:

Radar activ cu răspuns pasiv

- Cu un răspuns activ — instalația presupune prezența unui transmițător radio (transponder), care emite unde radio în urma unui semnal recepționat. Răspunsul activ este folosit pentru a identifica obiecte (prieten – dușman), pentru telecomandă, precum și pentru a obține informații suplimentare de la acestea (de exemplu cantitatea de combustibil, tipul de obiect etc.);

- Cu un răspuns pasiv — semnalul de cerere este reflectat de obiect și este perceput la punctul de recepție ca răspuns.

Pentru a vizualiza spațiul din jur, radarul folosește diferite moduri de vizualizare prin deplasarea fasciculului direcțional al antenei radar:
- circulară;
- sector;
- helix overview;
- conic;
- într-o spirală;
- revizuirea "V";
- liniar.

În funcție de tipul de radar, radiațiile sunt împărțite în:
- Radiație continuă;
- Radar pulsatoriu.

## Principiul de funcționare
Radarul se bazează pe următoarele fenomene fizice:
- Undele radio sunt împrăștiate prin neomogenități electrice (obiecte cu alte proprietăți electrice care sunt diferite de proprietățile mediului de propagare) întâlnite pe calea propagării lor. În acest caz, undele reflectate, precum și radiația țintei în sine, fac posibilă detectarea țintei.
- La distanțe mari de la sursa de radiație putem presupune că undele radio se propagă în linie dreaptă și la o viteză constantă, ceea ce face posibilă măsurarea distanței și a coordonatelor unghiulare ale țintei (Abaterile de la aceste reguli, valabile doar în prima aproximație, sunt studiate de o ramură specială de radioteleviziune - aceste abateri conduc la erori de măsurare).
- Frecvența semnalului recepționat este diferită de frecvența oscilațiilor emise atunci când punctele de recepție și de emisie se mișcă împreună (efectul Doppler), ceea ce face posibilă măsurarea vitezelor radiale ale mișcării țintă față de radar.
- Radiolocația pasivă utilizează radiația undelor electromagnetice prin obiecte observabile, poate fi radiația termică caracteristică tuturor obiectelor, radiația activă creată prin mijloacele tehnice ale unui obiect sau radiația falsă creată de orice obiecte cu dispozitive electrice de lucru.